# Relais 4 × 100 mètres féminin aux championnats du monde d'athlétisme 2023
Pour des articles plus généraux, voir Championnats du monde d'athlétisme 2023 et Relais 4 × 100 mètres aux championnats du monde d'athlétisme.
Navigation
Eugene 2022 Tokyo 2025
L'épreuve du relais 4 × 100 mètres féminin des championnats du monde de 2023 se déroule les 25 et 26 août 2023 au sein du Centre national d'athlétisme à Budapest, en Hongrie.

## Qualification
Les 8 nations finalistes du relais 4 × 100 m féminin des championnats du monde 2022 sont automatiquement qualifiés pour ces championnats du monde 2023. Les autres nations sont qualifiées par le biais du classement mondial World Athletics, la période de qualification est comprise entre le 31 juillet 2022 et le 30 juillet 2023.

## Engagés
| - États-Unis - Côte d'Ivoire - Pays-Bas - Royaume-Uni - Jamaïque - Pologne - Espagne - Cuba - Suisse | - Allemagne - Australie - France - Trinité-et-Tobago - Brésil - Italie - Nigeria - Hongrie |

## Résultats

### Séries
Les 3 premiers de chaque série (Q) et les 2 meilleurs temps (q) se qualifient pour la finale.
| Rang | Série | Couloir | Pays              | Athlètes                                                                          | Temps | Notes  |
| ---- | ----- | ------- | ----------------- | --------------------------------------------------------------------------------- | ----- | ------ |
| 1    | 2     | 6       | États-Unis        | Tamari Davis, Twanisha Terry, Tamara Clark, Melissa Jefferson                     | 41.59 | Q, SB  |
| 2    | 1     | 2       | Jamaïque          | Briana Williams, Elaine Thompson-Herah, Shashalee Forbes, Shelly-Ann Fraser-Pryce | 41.70 | Q, SB  |
| 3    | 2     | 8       | Côte d'Ivoire     | Murielle Ahouré-Demps, Marie-Josée Ta Lou, Jessika Gbai, Maboundou Koné           | 41.90 | Q, AR  |
| 4    | 2     | 4       | Italie            | Dalia Kaddari, Anna Bongiorni, Alessia Pavese, Zaynab Dosso                       | 42.14 | Q, NR  |
| 5    | 1     | 5       | Royaume-Uni       | Asha Philip, Imani Lansiquot, Bianca Williams, Annie Tagoe                        | 42.33 | Q, SB  |
| 6    | 2     | 3       | Pays-Bas          | N'Ketia Seedo, Marije van Hunenstijn, Jamile Samuel, Tasa Jiya                    | 42.53 | q      |
| 7    | 1     | 4       | Suisse            | Nathacha Kouni, Salomé Kora, Géraldine Frey, Melissa Gutschmidt (es)              | 42.64 | Q, SB  |
| 8    | 2     | 5       | Pologne           | Pia Skrzyszowska, Krystsina Tsimanouskaya, Magdalena Stefanowicz, Ewa Swoboda     | 42.65 | q, SB  |
| 9    | 1     | 7       | Allemagne         | Louise Wieland, Sina Mayer (de), Gina Lückenkemper, Rebekka Haase                 | 42.78 | qR, SB |
| 10   | 1     | 8       | Trinité-et-Tobago | Akliah Lewis, Michelle-Lee Ahye, Reyare Thomas, Leah Bertrand (de)                | 42.85 | SB     |
| 11   | 1     | 9       | Espagne           | Lucia Carrillo, Jaël Bestué, Paula Sevilla, Carmen Marco (es)                     | 42.96 | SB     |
| 12   | 1     | 3       | France            | Carolle Zahi, Gémima Joseph, Hélène Parisot, Mallory Leconte                      | 43.12 | SB     |
| 13   | 2     | 9       | Cuba              | Laura Moreira, Enis M. Pérez, Yarima García (de), Yunisleydis García (de)         | 43.17 | SB     |
| 13   | 2     | 1       | Hongrie           | Gréta Kerekes, Jusztina Csóti (es), Boglárka Takács, Anna Luca Kocsis             | 43.38 | NR     |
| 15   | 2     | 2       | Brésil            | Garbriela Mourão, Vitoria Cristina Rosa, Ana Carolina Azevedo, Rosângela Santos   | 43.46 | SB     |
|      | 2     | 7       | Nigeria           | Justina Eyakpobeyan, Favour Ofili, Rosemary Chukwuma, Faith Okwose                |       | DNF    |
|      | 1     | 6       | Australie         | Ebony Lane, Bree Masters, Kristie Edwards, Torrie Lewis                           |       | DNF    |

### Finale
| Rang               | Couloir  | Pays                                                                 | Athlètes                                                                      | Temps   | Notes |
| ------------------ | -------- | -------------------------------------------------------------------- | ----------------------------------------------------------------------------- | ------- | ----- |
| Médaille d'or      | 6        | États-Unis                                                           | Tamari Davis, Twanisha Terry, Gabrielle Thomas, Sha'Carri Richardson          | 41 s 03 | CR    |
| Médaille d'argent  | 7        | Jamaïque                                                             | Natasha Morrison, Shelly-Ann Fraser-Pryce, Shashalee Forbes, Shericka Jackson | 41 s 21 | SB    |
| Médaille de bronze | 8        | Royaume-Uni                                                          | Asha Philip, Imani Lansiquot, Bianca Williams, Daryll Neita                   | 41 s 97 | SB    |
| 4                  | 4        | Italie                                                               | Zaynab Dosso, Dalia Kaddari, Anna Bongiorni, Alessia Pavese                   | 42 s 49 |       |
| 5                  | 3        | Pologne                                                              | Pia Skrzyszowska, Krystsina Tsimanouskaya, Magdalena Stefanowicz, Ewa Swoboda | 42 s 66 |       |
| 6                  | 1        | Allemagne                                                            | Louise Wieland, Sina Mayer (de), Gina Lückenkemper, Rebekka Haase             | 42 s 98 |       |
|                    | 5        | Côte d'Ivoire                                                        | Murielle Ahouré-Demps, Marie-Josée Ta Lou, Jessika Gbai, Maboundou Koné       | DNF     | DNF   |
| 2                  | Pays-Bas | N'Ketia Seedo, Lieke Klaver, Nadine Visser, Tasa Jiya                |                                                                               | DNF     | DNF   |
| 9                  | Suisse   | Nathacha Kouni, Salomé Kora, Géraldine Frey, Melissa Gutschmidt (es) | DQ                                                                            | DQ      |       |

## Légende
Records et Performances
- AR : Record continental (area record)
- CR : Record des championnats (championship record)
- MR : Record du meeting (meet record)
- NR : Record national (national record)
- OR : Record olympique (olympic record)
- PR : Record paralympique (paralympic record)
- PB : Record personnel (personal best)
- SB : Meilleure performance personnelle de la saison (season's best)
- WL : Meilleure performance mondiale de l'année (world leader)
- WJR : Record du monde junior (world junior record)
- WR : Record du monde (world record)

Circonstances et Conditions
- DNF : N'a pas terminé (did not finish)
- DNS : N'a pas pris le départ (did not start)
- DQ : Disqualification (disqualification)
- NM : Aucun essai valable enregistré (No Mark)
- Q : Qualifié « directement » au prochain tour (ou à la prochaine compétition), lors d'une compétition majeure, grâce au classement ou à la réalisation des minima (automatic qualifier)
- q : Qualifié au prochain tour (ou à la prochaine compétition), lors d'une compétition majeure, grâce au repêchage ou à la réalisation de l'une des meilleures performances parmi celles des « non qualifiés directement » (grâce au meilleur temps ou à la meilleure distance par exemple) (secondary qualifier)